# Прокопьев, Дмитрий Степанович
Дмитрий Степанович Прокопьев (7 ноября 1907, Никольск-Уссурийский, Приморская область, Российская империя — 1975, Донецк, Украинская ССР) — управляющий трестом «Сталиншахтострой» Министерства строительства предприятий угольной промышленности Украинской ССР, Сталинская область. Герой Социалистического Труда (1957).

## Биография
Родился в 1907 году в Уссурийске Приморской области. После получения высшего образования по специальности инженер-строитель трудился на различных предприятиях до призыва в Красную Армию в ноябре 1933 года. В первые годы Великой Отечественной войны строил оборонительные сооружения около Москвы. За выдающиеся трудовые достижения был награждён в 1943 году Орденом «Знак Почёта».
После освобождения Донбасса от оккупации осенью 1943 года восстанавливал разрушенные шахты и вместе руководителями треста «Маккевкауголь» Иваном Россочинским и Михаилом Самойловым строил новые шахты. В последующем назначен управляющим трестом «Сталиншахтострой».
За годы Четвёртой (1946—1950) и Пятой (1951—1955) пятилеток коллектив треста «Сталиншахтострой» восстановил около 20 шахт, металлургический, четыре машиностроительных, два коксохимических и азотных завода, многочисленные различные предприятия и объекты социальной сферы в Сталинской области. Одновременно руководил строительством новых шахт и объектов промышленного производства. Указом Президиума Верховного Совета СССР от 26 апреля 1957 года удостоен звания Героя Социалистического Труда за «выдающиеся успехи в деле строительства предприятий угольной промышленности» с вручением ордена Ленина и золотой медали «Серп и Молот» (№ 7722).
Этим же указом званием Героя Социалистического Труда были награждены бригадиры треста Константин Тимофеевич Засько, Александр Александрович Иванов, Дмитрий Сергеевич Луговой, Парфирий Матвеевич Межерич, Григорий Ильич Павлюченко и Фёдор Дмитриевич Пичкарёв.
После выхода на пенсию проживал в Донецке. С 1972 года — персональный пенсионер союзного значения. Умер в 1975 году. Похоронен на Мушкетовском кладбище в Донецке.
Награды
- Герой Социалистического Труда
- Орден Ленина
- Орден «Знак Почёта» (20.10.1943)
- Орден Трудового Красного Знамени — дважды (1947; 25.08.1951)
- Медаль «За трудовую доблесть» (04.09.1948)
- Медаль «За трудовое отличие» (04.07.1942)
- Медаль «За оборону Москвы» (01.05.1944)